# Justicia vagans
Justicia vagans är en akantusväxtart som beskrevs av Collett och Hemsl.. Justicia vagans ingår i släktet Justicia och familjen akantusväxter. Inga underarter finns listade i Catalogue of Life.